# B.C. Partizani Tirana
El BC Partizani Tirana es un club de baloncesto profesional de la ciudad de Tirana, que milita en la Liga e pare, la segunda categoría del baloncesto albanés. Disputa sus partidos en el Asllan Rusi Sports Palace, con capacidad para 3000 espectadores.

## Historia
La historia del B.C. Partizani Tirana en competición europea se inició el 18 de diciembre de 1968, cuando los campeones italianos del Pallacanestro Cantù (en ese momento Oransoda Cantù) estaban pensando en una "jornada fácil" en Albania, teniendo que jugar contra el B.C. Partizani Tirana en la Copa de Europa de baloncesto (en ese momento la máxima competición europea organizada por la FIBA). El partido terminó con el resultado de 73-73. El base del B.C. Partizani Tirana, Agim Fagu, anotó 48 puntos en este partido, y por eso fue galardonado con el "FIBA Banner Badge" por el Secretario General de la FIBA, William Jones, que estaba presente en el partido.
Es el segundo club más laureado de Albania, ya que posee 33 ligas (1951, 1952, 1953, 1954, 1956, 1958, 1959, 1960, 1964, 1968, 1969, 1970, 1972, 1973, 1974, 1975, 1976, 1977, 1978, 1979, 1980, 1981, 1982, 1983, 1984, 1985, 1986, 1987, 1988, 1989, 1991, 1992, 1996), 16 copas (1951, 1952, 1960, 1970, 1972, 1975, 1976, 1978, 1980, 1982, 1983, 1984, 1987, 1989, 1990, 1995), tan solo superado por PBC Tirana que tiene 50.

## Posiciones en liga
| - 2003 - 2º-(Liga e pare) - 2004 - 4º-(Superliga) - 2005 - 3º - 2006 - 6º - 2007 - 4º - 2012 - 8º | - 2013 - 9º - 2014 - 2º-(Liga e pare) - 2015 - 4º-(Superliga) - 2016 - 6º - 2017 - 1º-(Liga e pare) - 2018 - 2º-(Superliga) | - 2019 - 3º - 2020 - 4º - 2021 - 5º - 2022 - 5º |

## B.C. Partizani Tirana en competiciones europeas
Copa de Europa de baloncesto 1972-73
| 1ª ronda         | Jeunesse Sportivo Alep | B.C. Partizani Tirana | 0-20  | 20-0  |  |
| Octavos de final | B.C. Partizani Tirana  | Estrella Roja         | 83-94 | 99-74 |  |

Copa de Europa de baloncesto 1973-74
| 1ª ronda         | BC Csepel             | B.C. Partizani Tirana | 58-57 | 78-71 |  |
| Octavos de final | B.C. Partizani Tirana | UBSC Wien             | 72-71 | 78-68 |  |

Copa de Europa de baloncesto 1974-75
| 1ª ronda         | Basket Sparta         | B.C. Partizani Tirana | 89-103 | 90-70 |  |
| Octavos de final | B.C. Partizani Tirana | DFS Balkan            | 0-20   | 20-0  |  |

Recopa de Europa de baloncesto 1975-76
| 1ª ronda | Union Récréation Alexandria | B.C. Partizani Tirana | 0-20  | 20-0   |  |
| 2ª ronda | B.C. Partizani Tirana       | Tours                 | 83-80 | 101-76 |  |

Recopa de Europa de baloncesto 1976-77
| 1ª ronda | Radnički | B.C. Partizani Tirana | 20-0 | 0-20 |  |

Recopa de Europa de baloncesto 1977-78
| 2ª ronda | B.C. Partizani Tirana | Caen | 91-97 | 95-74 |  |

Copa de Europa de baloncesto 1978-79
| Fase de grupos | B.C. Partizani Tirana | Spartak TJ Zbrojovka  | 100-79 | 104-83 |
| Fase de grupos | Bosna Asa             | B.C. Partizani Tirana | 99-64  | 76-78  |
| Fase de grupos | B.C. Partizani Tirana | AEL Limassol          | 151-58 | 55-100 |

Copa de Europa de baloncesto 1979-80
| Fase de grupos | Partizan PMB          | B.C. Partizani Tirana | 115-82 | 101-98 |
| Fase de grupos | B.C. Partizani Tirana | Budapesti Honvéd SE   | 91-85  | 106-92 |
| Fase de grupos | Al-Ittihad Aleppo     | B.C. Partizani Tirana | 81-92  | 105-93 |

Copa de Europa de baloncesto 1980-81
| Fase de grupos | B.C. Partizani Tirana | Virtus Bolognafiere   | 79-97 | 112-67 |
| Fase de grupos | B.C. Partizani Tirana | PBC CSKA              | 89-83 | 110-91 |
| Fase de grupos | Eczacıbaşı            | B.C. Partizani Tirana | 96-88 | 81-85  |

Copa de Europa de baloncesto 1981-82
| Fase de grupos | Squibb Cantù          | B.C. Partizani Tirana | 82-54 | 96-102 |
| Fase de grupos | B.C. Partizani Tirana | UBSC Wien             | 79-88 | 84-83  |

Copa de Europa de baloncesto 1982-83
| Dieciseisavos de final | B.C. Partizani Tirana | Danone Honvéd BT | 90-81 | 90-64 |  |

Copa de Europa de baloncesto 1983-84
| Dieciseisavos de final | B.C. Partizani Tirana | Inter Slovnaft   | 89-80 | 83-91 |  |
| Octavos de final       | B.C. Partizani Tirana | Lottomatica Roma | 69-78 | 93-55 |  |

Copa de Europa de baloncesto 1984-85
| Dieciseisavos de final | B.C. Partizani Tirana | Vevey Basket | 87-79 | 102-77 |  |

Copa de Europa de baloncesto 1985-86
| 1ª ronda | B.C. Partizani Tirana | Aris | 81-80 | 95-81 |  |

Copa de Europa de baloncesto 1986-87
| Dieciseisavos de final | B.C. Partizani Tirana | Pau-Lacq Orthez | 63-73 | 85-82 |  |

Copa de Europa de baloncesto 1988-89
| 1ª ronda         | B.C. Partizani Tirana | Zara Volán ZTE   | 101-90 | 86-79  |  |
| Octavos de final | B.C. Partizani Tirana | Scavolini Pesaro | 72-84  | 108-84 |  |

Copa de Europa de baloncesto 1989-90
| 1ª ronda | B.C. Partizani Tirana | Maes Pils Mechelen | 68-89 | 113-64 |  |

Liga Europea de la FIBA 1991-92
| 1ª ronda | B.C. Partizani Tirana | Aris | 79-98 | 110-67 |  |

Liga Europea de la FIBA 1992-93
| 1ª ronda | B.C. Partizani Tirana | CSKA Sofia | 75-107 | 125-58 |  |

Copa de Europa 1995-96
| 1ª ronda | B.C. Partizani Tirana | Kompakt | 56-73 | 78-59 |  |

Copa Korać 1996-97
| 1ª ronda | Zorka Pharma | B.C. Partizani Tirana | 135-61 | 51-75 |  |

## Palmarés
- Campeón de la Superliga

1951, 1952, 1953, 1954, 1956, 1958, 1959, 1960, 1964, 1968, 1969, 1970, 1972, 1973, 1974, 1975, 1976, 1977, 1978, 1979, 1980, 1981, 1982, 1983, 1984, 1985, 1986, 1987, 1988, 1989, 1991, 1992, 1996
- Campeón de la Copa de baloncesto de Albania

1951, 1952, 1960, 1970, 1972, 1975, 1976, 1978, 1980, 1982, 1983, 1984, 1987, 1989, 1990, 1995

## Jugadores destacados
| - Dejvis Begaj - Armand Byberi - Kujtim Caci - Orion Garo - Adiola Gjoka - Julian Hamati - Endrit Hysenagolli - Klevis Isaku | - Florian Ismeti - Arlind Merkaj - Besmir Shehu - Marlin Sukaj - Juxhin Talelli - Jacob Polfus - Larry Thompson |